# Karina Testa
Karina Testa (Cannes, 5 agosto 1981) è un'attrice francese di origine algerina, italiana e spagnola, attiva in campo cinematografico, televisivo e teatrale.

## Biografia
Complessivamente, tra cinema e televisione, ha partecipato a quasi quaranta differenti produzioni. Tra i suoi ruoli principali, figurano quello di Yasmine nel film di Xavier Gens Frontiers - Ai confini dell'inferno (Frontière(s), 2007) e quello di Angéline nel film di Federico Zampaglione Shadow (2009).

## Filmografia

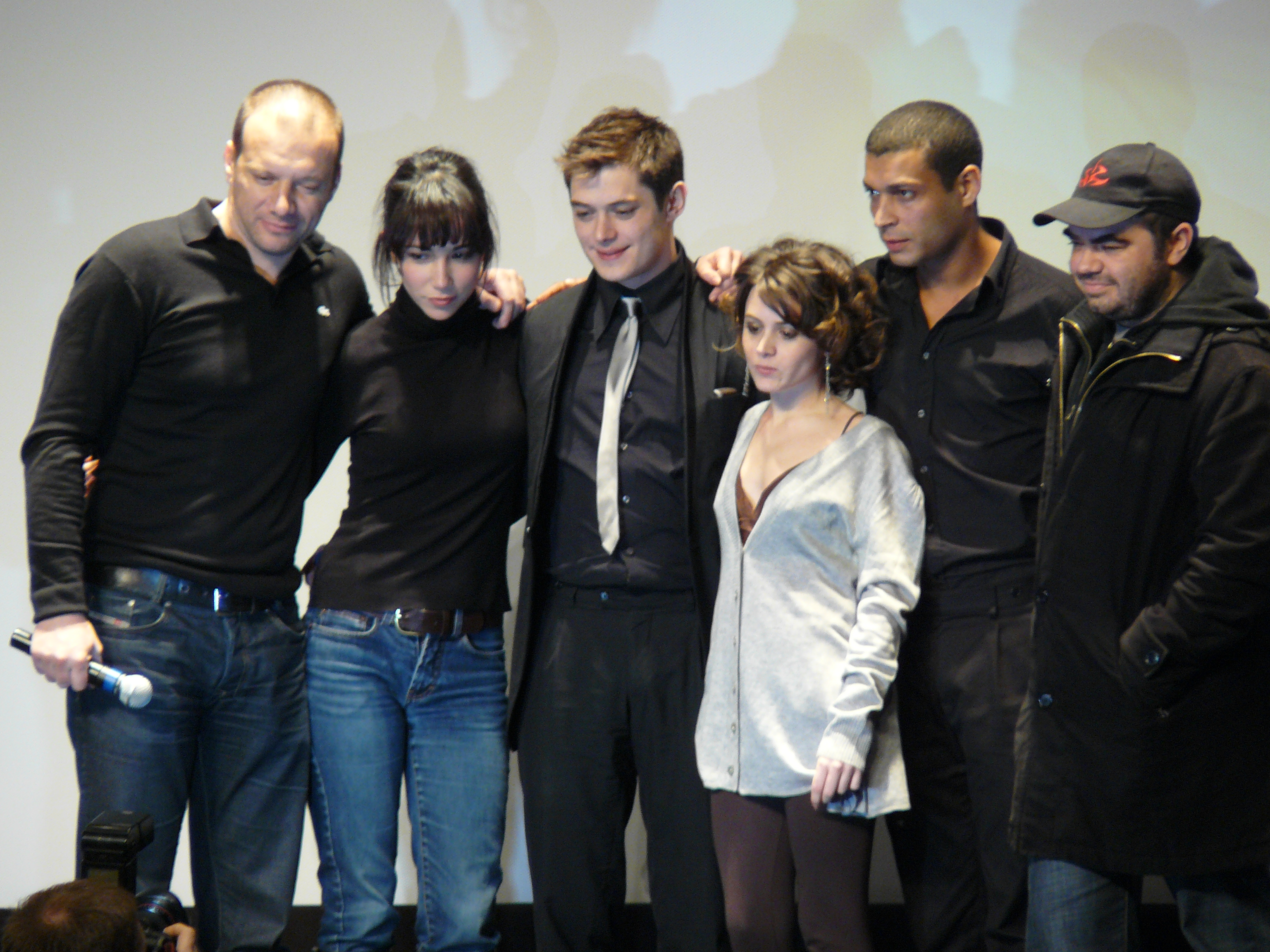
Karina Testa (seconda da sinistra) assieme al regista Xavier Gens (ultimo a destra) e al resto del cast del film Frontiers - Ai confini dell'inferno (da sinistra a destra: Samuel Le Bihan, Aurélien Wiik, Maud Forget ed Adel Bencherif)

### Cinema
- Couscous pour tous le monde - cortometraggio, regia di Vincent Pesci (2003)
- Entre vivir y soñar, regia di Alfonso Abacete e David Menkes (2004)
- Ze film, regia di Guy Jacques (2005) - ruolo: Soraya
- Il était une fois dans l'oued, regia di Djamel Bensalah (2005) - Nadia
- Frontiers - Ai confini dell'inferno (Frontière(s)), regia di Xavier Gens (2007) - Yasmine
- Des poupées et des anges, regia di Nora Hamidi (2008) - Chirine
- Vola Vola (2009) - Silene
- Paris by Night of the Living Dead, regia di Grégory Morin (2009)
- La différence, c'est que c'est pas pareil, regia di Pascal Laethier (2009) - Véronique
- Shadow, regia di Federico Zampaglione (2009) - Angéline
- Aime-moi (2009) - fiorista
- Le Chat du Rabbin, regia di Joann Sfar (2011) - voce
- Les Tuche, regia di Olivier Baroux (2011)
- Switch, regia di Frédéric Schoendoerffer (2011) - Bénédicte Serteaux

### Televisione
- Saint Tropez (Sous le soleil) - serie TV, 1 episodio (2001) - ruolo: Pauline
- Le miroir de l'eau - miniserie TV (2004) - Isaure
- Boulevard du Palais - serie TV, 1 episodio (2005)
- Temps Morts - miniserie TV, regia di James L. Frachon (2007) - Claire
- Douce France - film TV, regia di Stéphane Giusti (2009) - Leïla Chaouche
- Après moi - film TV (2011) - Sasha
- Il ritorno di Ulisse (Odysseus) – serie TV (2013)

### Web
- 60 secondes (2011) - ruolo: Fantille

## Teatro
- La Guerre, di Carlo Goldoni
- Eves

## Doppiatrici italiane
Karina Testa è stata doppiata da:
- Cristiana Rossi in Frontiers - Ai confini dell'inferno[5]
- Chiara Gioncardi in Shadow[4][6]